# Волчихово (Удомельский район)
Волчихово — деревня в Удомельском городском округе Тверской области.

## География
Деревня находится в северной части Тверской области на расстоянии приблизительно 10 км на восток по прямой от железнодорожного вокзала города Удомля.

## История
Дворов (хозяйств) было 1 (1886), 5 (1911), 14 (1958), 12 (1986), 9 (2001). В советский период истории работали колхозы им. Политотдела, «1-я Пятилетка», им. К. Маркса и совхоз «Труд». До 2015 года входила в состав Рядского сельского поселения до упразднения последнего. С 2015 года в составе Удомельского городского округа.

## Население
Численность населения: 12 человек (1886 год), 30 (1911), 49 (1958), 22 (1986), 9 (русские 100 %) в 2002 году, 11 в 2010.